# Corona (chi ốc cạn)
Corona là một chi ốc cạn trong họ Orthalicidae. Chúng thường được tìm thấy ở vùng Nam Phi.

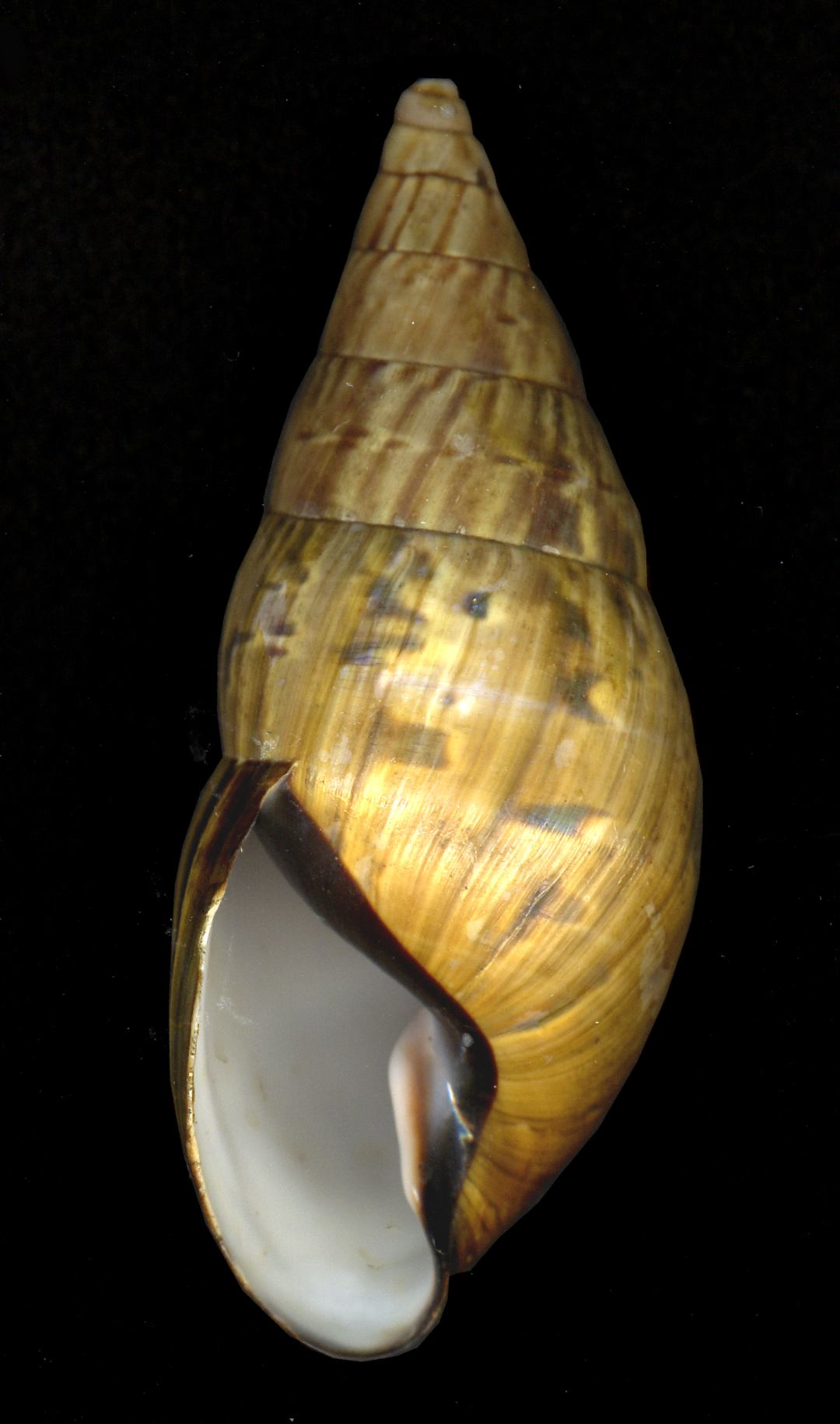
The shell of Corona perversa, a left-handed or sinistral species

## Các loài
Hiện tại ghi nhận được một số loài trong chi như sau:
- Corona atramentarius (Pfeiffer, 1855)
- Corona loroisiana (Hupé, 1857)
- Corona perversa (Swainson, 1820)
- Corona pfeifferi (Hidalgo, 1869)
- Corona regalis (Hupé, 1857)
- Corona regina (Ferussac, 1821)
- Corona ribeiroi Ihering, 1915
- Corona rosenbergi Strebel, 1909